# Souvenir de Florence
Stråksextett i d-moll "Souvenir de Florence", opus 70, är en stråksextett för 2 violiner, 2 viola och 2 cello och är komponerad år 1890 av Pjotr Tjajkovskij. Tjajkovskij tillägnade verket S:t Petersburgs kammarmusiksällskap sedan han utsetts till hedersmedlem där. Sextetten är traditionellt fyrsatsig och kallas "Souvenir de Florence" eftersom Tjajkovskij påbörjade komponerandet i Florens; titeln är fransk och betyder "Minne från Florens". 

## Satsbeteckningar
- I. Allegro con spirito (d-moll, ca 10 min.)
- II. Adagio cantabile e con moto (D-dur, ca 11 min.)
- III. Allegretto moderato (a-moll, ca 6 min.)
- IV. Allegro con brio e vivace (d-moll, ca 7 min.)

## Kort beskrivning
Första satsen är i sonatform. Huvudtemat i d-moll kan sägas vara både oroligt och melodiskt och sätter in omedelbart, utan introduktion. Sidotemat går i parallelltonarten F-dur, växer friktionslöst fram ur huvudtemat och är mycket lugnare. Sidotemat leder så småningom in i genomföringen. Efter repetitionsdelen följer en kort coda. 
Den långsamma satsen, som går i D-dur, inleds med ett oskyldigt, romantiskt tema som först spelas av förstafiolen till pizzicato-ackompanjemang. Temat tas sedan upp av cello. Efter ett mellanspel för alla instrument återkommer temat i en återtagning av den första delen.
Satserna 3 och 4 innehåller typiskt ryska, folkmusikliknande melodier och rytmer, och bildar därmed en ganska tydlig kontrast gentemot de två första satserna.

## Arrangemang
Stråksextetten har också arrangerats för stråkorkester.
Utdrag ur verket användes i baletten Anna Karenina (2005) med koreografi av Boris Eifman.